# Gymnopilus angustifolius
Gymnopilus angustifolius là một loài nấm thuộc họ Cortinariaceae.

## Miêu tả
Mũ nấm có đường kính 1,5 đến 3 xentimét (0,6 đến 1,2 in).